# الانتخابات الرئاسية في الكونغو 2021
الانتخابات الرئاسية في جمهورية الكونغو جرت في 21 مارس 2021.

## خلفية
الرئيس المنتهية ولايته هو دينيس ساسو نغيسو، وهو مُرشح لإعادة انتخابه، وكان في السلطة من 1979 إلى 1991 ثم من 1997 في فترة الحرب الأهلية. هناك دستور جديد جرى الموافقة عليه عن طريق الاستفتاء في أكتوبر 2015، ولا يؤخذ في الاعتبار ولايات الرئيس السابقة.

## النظام الانتخابي
يُنتخب رئيس جمهورية الكونغو لولاية مدتها خمس سنوات، ويُمكن إعادة انتخاب الرئيس بحد أقصى مرتين. يجري انتخاب المرشح الذي حصل على الأغلبية المطلقة من الأصوات الصحيحة فقط. إذا لم يحصل أي مرشح على هذه الأغلبية، فإن المرشحين الحاصلين على أعلى الأصوات يواجهان جولة ثانية بعد واحد وعشرين يومًا من إعلان النتائج من قِبل المحكمة الدستورية.

## الحملة الانتخابية
يتنافس سبعة مرشحين في هذه الانتخابات. اختير ساسو نغيسو مرشحًا عن حزب العمال الكونغولي (PCT) في نهاية مؤتمر نُظم في ديسمبر 2019، وأعلن ترشيحه في 23 يناير 2021.
كذلك فقد اختير جاي بريس بارفيه كوليلاس مرشحًا لاتحاد الديمقراطيين الإنسانيين يوكي (يوكي- UDH) في 1 فبراير.
بدأت الحملة الانتخابية في 5 مارس 2021، تحت رعاية اللجنة الوطنية المستقلة للانتخابات (CNEI).

## وفاة بريك بارفايت
في اليوم السابق للانتخابات، جرى الإعلان عن إصابة المُرشح بريك بارفايت بفيروس كورونا، وجرى نقله إلى فرنسا لتلقي العلاج لكنه توفي في الطائرة الطبية التي كانت تُقِلُّه.

## النتائج
|                 | ديني ساسو نغيسو               | PCT           | 1٬552٬948 | 88,57 |  |  |
|                 | غي بريس بيرفكت كوليلاس        | UDH-YUKI      |           | 7,84  |  |  |
|                 | Mathias Dzon                  | UPRN          |           | 1,90  |  |  |
|                 | Joseph Kignoumbi Kia Mboungou | LC            |           |       |  |  |
|                 | Albert Oniangué               | مستقل (سياسة) |           |       |  |  |
|                 | Dave Mafoula                  | LS            |           |       |  |  |
|                 | Anguios Nganguia Engambé      | PAR           |           |       |  |  |
|                 |                               |               |           |       |  |  |
| الأصوات الصحيحة |                               |               |           |       |  |  |
| الأصوات الباطلة |                               |               |           |       |  |  |
| الإجمالي        | الإجمالي                      | الإجمالي      |           | 100   |  |  |
| الغياب          |                               |               |           |       |  |  |
| المشاركة        | المشاركة                      | المشاركة      |           | 67,55 |  |  |

لم يكن مفاجئًا إعادة انتخاب ديني ساسو نغيسو في الجولة الأولى بأغلبية كبيرة بلغت 88٪ من الأصوات في تصويت بدا وكأنه استفتاء. على الرغم من تدني حضور الناخبين في مراكز الاقتراع بحسب وسائل الإعلام الدولية، إلا أن نسبة المشاركة الرسمية بلغت أكثر من 67٪ من المسجلين، بانخفاض طفيف مقارنة بعام 2016.